# Antirrio
Antirrio  este un oraș în Grecia în prefectura Aetolia-Acarnania.